# Cornelis Wijtfliet
Cornelis Wijtfliet of gelatiniseerd Cornelius à Wytfliet (Leuven, ca. 1550 – Brussel (?), 1624) was een gerechtsambtenaar uit de Spaanse Nederlanden die in 1597 de eerste atlas over de Nieuwe Wereld uitbracht.

## Leven
Wijtfliet was een zoon van Catharina Huybrechts en Gregorius Wytfliet, de advocaat-fiscaal van de Universiteit van Leuven. In 1566 begon Cornelis aan deze instelling een rechtenstudie. Na afloop verhuisde hij naar Brussel en werd hij er secretaris van de Raad van Brabant, het hoogste gerechtshof van het hertogdom. Met zijn adellijke vrouw Helena de la Tour had hij zeven kinderen. In 1598 promoveerde hij tot griffier. Het waren ambten waar een voorname verloning aan vasthing maar die de mogelijkheden tot reizen beperkten. Hij is gestorven in het najaar van 1624.

## Atlas

Kaart van de Caraïben uit 1597

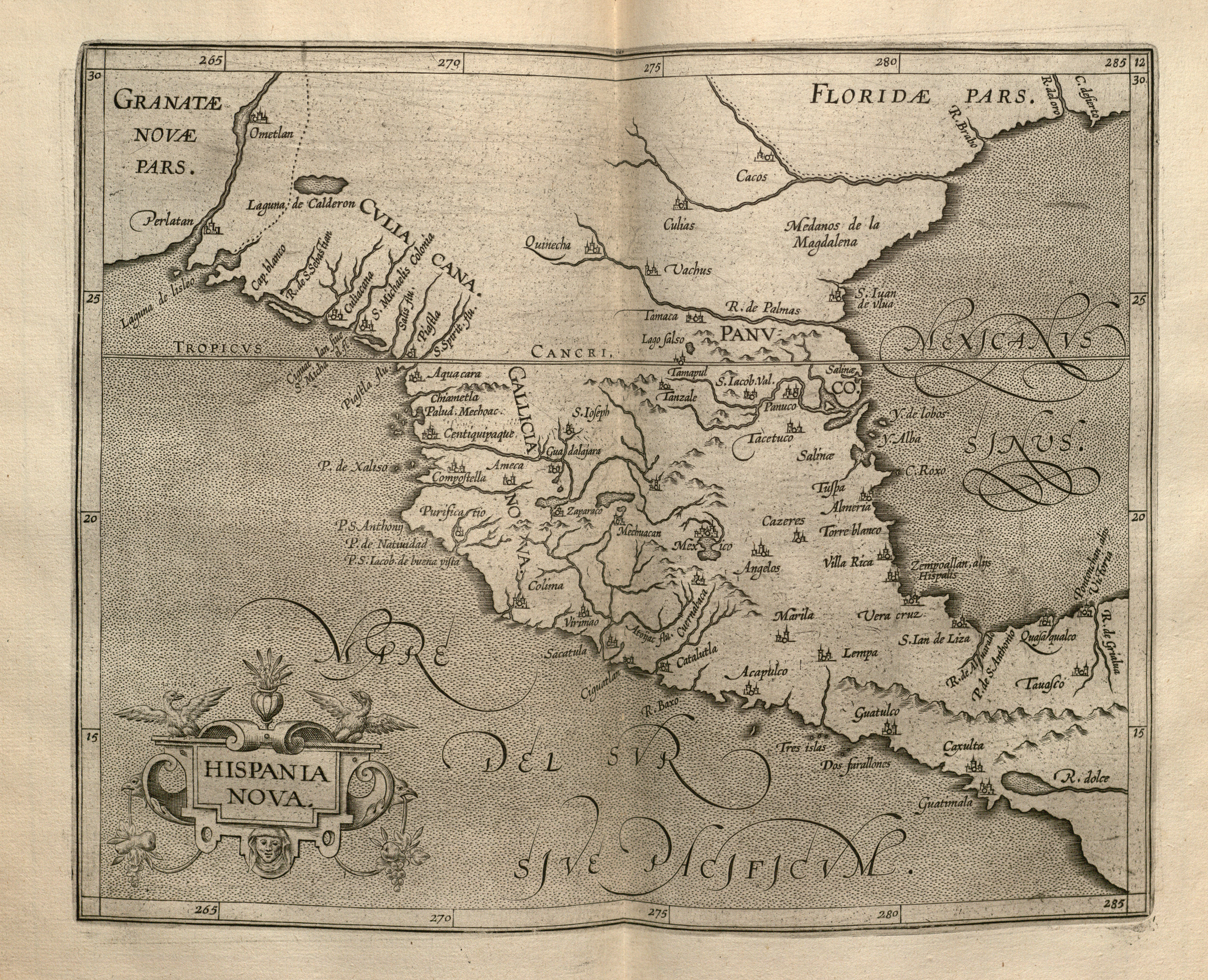
Kaart van Nieuw-Spanje uit 1597

In 1597 publiceerde Wijtfliet bij Jan Bogaert een atlas over het Amerikaanse continent, genaamd Descriptionis Ptolemaicae augmentum. Met de titel gaf hij bescheiden aan dat zijn werk een aanvulling was op dat van de nog steeds gewaardeerde antieke geograaf Ptolemaios. Het boek was opgedragen aan prins Filips. Zowel de teksten als de kaarten waren in bewerkte vorm van elders overgenomen. Vermoedelijk had Wijtfliet niet de cartografisch-technische kennis om zelf nieuwe kaarten te maken. De negentien kaarten, waaronder een wereldkaart, waren aangepast van Mercator, Ortelius, Plancius en White. Voor de teksten baseerde hij zich op auteurs van vóór 1590: Oviedo, Gómara, Benzoni, Acosta, Hakluyt, De Bry, Ramusio en Drake.
Hoewel Wijtfliet dus in de eerste plaats een compilator was, leverde hij een kritische synthese af die veel aftrek vond. Lezers kregen een bundeling van actuele inzichten en kaarten over de Nieuwe Wereld. Hij begon met een uitgebreid deel over de ontdekkingen van Colombus, Cortes en Pizzarro. Vervolgens beschreef hij de globe aan de hand van de wereldrondvaart van Ferdinand Magellaan en andere reizen. In een derde deel behandelde hij Amerikaanse regio's in 22 hoofdstukken.
Een tweede atlas die Wijtfliet plande over Azië, is er om onbekende redenen niet gekomen.

## Edities
- Descriptionis Ptolemaicae augmentum sive Occidentis notitia brevi commentario illustrata, Leuven, Johannes Bogardus, 1597 ― Gallica
- Descriptionis Ptolemaicæ augmentvm, siue Occidentis notitia breui commentario illustrata, Leuven, Gerardus Rivius, 1598 ― Google Books
- Descriptionis Ptolemaicæ augmentum siue Occidentis notitia breui commentario illustrata, Douai, Franciscus Fabri, 1603 ― Internet Archive
- Histoire universelle des Indes, orientales et occidentales, Douai, François Fabri, 1605 ― Gallica
- Histoire universelle des Indes occidentales, Douai, F. Fabri, 1607 ― Manioc
- Histoire universelle des Indes Occidentales et Orientales et de la conversion des Indiens, 3 dln., Douai, F. Fabri, 1611 ― Gallica
- Descriptionis Ptolemaicae augmentum, sive Occidentis notitia brevi commentario illustrata. De nouveau reveu et corrigé, Arnhem, J. Jeansz., 1615

De kaarten werden in Keulen gebruikt als toevoeging aan een Acosta-vertaling.

## Voetnoten
1. ↑  Op zijn boeken is de familienaam Wytfliet gespeld, maar hij ondertekende Wijtfliet.
2. ↑  America, Oder wie mans zu Teutsch nennet Die Neuwe Welt oder West India. Von Herrn Josepho De Acosta in Sieben Büchern eins theils in Lateinischer und eins theils in Hispanischer Sprach Beschrieben, Sutorius, Ursel, 1605 ― ULB. Gearchiveerd op 25 juni 2022.

- Bibliothèque nationale de France: cb15385067h (data)
- Catàleg d'autoritats de noms i títols de Catalunya: 981058530221006706
- Stuttgart Database of Scientific Illustrators 1450–1950: 12353
- Gemeinsame Normdatei: 124732577
- International Standard Name Identifier: 0000 0001 0653 5135
- Library of Congress Control Number: no2002050531
- Nationale Bibliotheek van Tsjechië: jo2009502177
- Nederlandse Thesaurus van Auteursnamen: 067586147
- LIBRIS: 354298
- Système universitaire de documentation: 15310967X
- Virtual International Authority File: 27369775
- WorldCat: E39PBJdcDGdGcXgdDdXqpF9JjC